# UGC 2885
UGC 2885 – duża galaktyka spiralna z poprzeczką typu SA (rs) c w gwiazdozbiorze Perseusza. Znajduje się w odległości 232 mln lat świetlnych od Ziemi a jej rozmiary wynoszą 463 tys. lat świetlnych, co czyni ją jedną z największych znanych galaktyk spiralnych. Jest także możliwym członkiem supergromady w Perseuszu-Rybach.
UGC 2885 jest galaktyką spiralną o stosunkowo niskiej jasności powierzchniowej. Centralne wybrzuszenie jest najbardziej widoczną cechą tej galaktyki, gdzie jej środek przecina słaba poprzeczka.
UGC 2885 jest klasyfikowana jako galaktyka polowa – klasa galaktyk znajdujących się w odległych, gęstych i „pustych” częściach przestrzeni kosmicznej, z dala od innych głównych galaktyk. NASA donosi, że teoretyczne główne źródło wzrostu dysku dla UGC 2885 pochodzi z akumulacji międzygalaktycznego wodoru, a nie z powtarzającego się procesu kolizji galaktycznej, ponieważ uważa się, że większość galaktyk rośnie.
Brak interakcji widoczny jest w prawie idealnej strukturze ramion spiralnych i dysku, braku ogonów pływowych oraz niewielkim tempie formowania się gwiazd – około 0,5 masy Słońca na rok.
Ponadto, mimo że pierwotnie klasyfikowano ją jako galaktykę spiralną bez poprzeczki, nowe obrazy z teleskopu Hubble'a wyraźnie pokazują obecność małej poprzeczki przecinającej pierścieniową strukturę rdzenia. Jest to nietypowe zjawisko, ponieważ uważa się, że większość poprzeczek powstaje w wyniku niewielkich zakłóceń grawitacyjnych wywoływanych przez satelity i sąsiednie galaktyki – czegoś, czego brakuje w tej galaktyce. Na przykładzie galaktyki UGC 2885 widać, że poprzeczki mogą tworzyć się w spiralach bez wpływu innej galaktyki – oznacza to, że inne siły, takie jak interakcje między gwiazdami, gazem i pyłem, a także grawitacyjny wpływ ciemnej materii, mogą odgrywać rolę w ich rozwoju.
17 stycznia 2002 r. w galaktyce tej odnotowano wybuch supernowej typu II, oznaczonej jako SN 2002F.